# Guillaume III. de Vienne

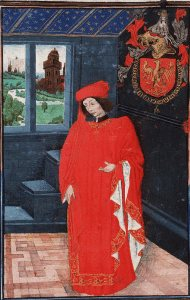
Guillaume de Vienne im Wappen- und Statutenbuch des Ordens vom Goldenen Vlies (Den Haag, KB, 76 E 10, fol. 39r)

Guillaume III. de Vienne, genannt der Weise (le Sage) († nach 11. März 1435, aber vor 1445) war der Sohn von Hugues VI. de Vienne und Jeanne de Châteauvillain (Maison de Broyes). Als Erbe seines Bruders Hugues VII. († nach 1390) war er Seigneur de Seurre, de Sellières, de Sainte-Croix, de Montpont, de Rombois, de Louhans, de Bosjean, de Montrond, de Mervans, de Longepierre, de Navilly etc.
Guillaume III. de Vienne war ein enger Berater des Herzogs von Burgund und nahm in dieser Stellung (auch im eigentlichen Machtbereich des französischen Königs) eine Reihe von Aufgaben wahr. Er wurde Generalkapitän von Picardie und Flandern, Gouverneur der Dauphiné und des Languedoc, dann Gouverneur des Herzogtums Burgund und Gouverneur der Freigrafschaft Burgund, Großkammerherr des Dauphin, sowie Mitglied des burgundischen „Conseil Étroit“; darüber hinaus war er Gesandter beim Konzil von Konstanz.
Er hatte am Hof Philipps des Guten eine derart herausgehobene Stellung inne, dass er 1430 nicht nur zum Gründungsmitglied des Ordens vom Goldenen Vlies wurde, sondern unmittelbar nach dem Herzog und ersten Großmeister das zweite Ernennungsdiplom bekam.
Er heiratete in erster Ehe Luise de Thoire et Villars, Tochter von Humbert VII., Sire de Thoire et de Villars, und Marie von Genf; die Ehe blieb kinderlos. In zweiter Ehe heiratete er am 9. Juli 1402 Marie Dauphine d’Auvergne, Dame de Bussy, Dame de la Chape, Tochter von Béraud II. de Mercoeur, Dauphin von Auvergne (Haus Auvergne) und Marie de Sancerre; aus dieser Ehe hatte er zwei Söhne:
- Jean, der 1424 Ritter des Johanniterordens war
- Guillaume IV. de Vienne, Sire de Saint-Georges, d’Arc-en-Barrois etc.; ⚭ 1410 Alix de Chalon, Dame de Buxy; † 1457, Tochter von Jean III., Sire de Cuiseaux, d’Arlay etc., Prince d’Orange (Haus Chalon)